# Храм Казанской иконы Божией Матери (Дзинтари)
Храм Казанской иконы Божией Матери в Дзинтари (Эдинбурге) (латыш. Dzintaru Dievmātes Kazaņas ikonas pareizticīgo baznīca), дачном местечке в рижском купальном морском прибрежье — деревянная церковь, была заложена Высокопреосвященным Арсением, Архиепископом Рижским и Митавским 18 июня 1894 года.
Храм этот был построен в честь бракосочетания Великой Княжны Марии Александровны и принца Альфреда, герцога Эдинбургского, сооружался трудами Рижского православного Петро-Павловского Братства на добровольные пожертвования дачников и для удовлетворения их религиозных нужд. Нужда в этом храме ощущалась вследствие значительного увеличения дачных православных жителей, для которых было недостаточно малопоместительного храма, построенного в 1864 году тем же братством в местечке Дубулты (Дуббельне).
Храм был построен на границе Дзинтари (Эдинбурга) и Майори (Майоренгофа), где главным образом сосредоточивались православно-русские дачники. Место под храм и строевой лес в потребном количестве были безвозмездно отпущены Министерством Государственных Имуществ.
Это была изящная, стройная церковь, украшенная тонкой резьбой и золочёными главами. Автором проекта был известный рижский архитектор Алексей Кизельбаш. На средства жертвователей, среди которых была Мария Николаевна Мансурова, бывшая фрейлина императорского двора, мать сестер-основательниц Рижского женского монастыря, был изготовлен иконостас с чудесной резьбой, приобретены церковные колокола. Недалеко от храма были построены скромные дома для священнослужителей и домик для сторожа.
Настоятелем с 1906 по 1914 год был протоиерей Николай Васильевич Шалфеев (около 1870 — 28.12.1944).
После Великой Отечественной войны церковь действовала ещё в течение 17 лет. В 1962 году, по решению тогдашних властей, храм Казанской иконы Божией Матери был снесён. Всё имущество церкви было перенесено во Владимирскую церковь в Дубулты.
В 2010 году на месте храма было совершено Богослужение и начался процесс возрождения православного прихода. В 2014 году начато строительство нового храма. В 2020 году работы завершались, освящение планировалось летом. Примечательно, что в храме установлен иконостас работы известного русского иконописца Сергея Фёдорова, перевезенный сюда из Бауски.